# Rosario Fernández
Rosario del Pilar Fernández, född 9 november 1955 i Lima, Peru, är en peruansk politiker. Hon var Perus premiärminister 19 mars–28 juli 2011.